# Ante Pavelić
Ante Pavelić (n. 14 iulie 1889, Bradina⁠(d), Federația Bosniei și Herțegovinei, Bosnia și Herțegovina – d. 28 decembrie 1959, Madrid, Noua Castilie⁠(d), Spania) a fost un politician fascist croat, criminal de război și colaborator al Axei. El a condus sub titulatura de Poglavnik al Statului Independent al Croației (NDH), un stat-marionetă al Germaniei Naziste existent în timpul celui de al Doilea Război Mondial în Iugoslavia ocupată de forțele Axei. În anii 1930, a fost membru fondator și lider al grupării croate fasciste ultranaționaliste și separatiste, Ustaše. În 1941, după ce a fost instalat de forțele de ocupație ale Axei în funcția de lider al statului-marionetă croat, a instituit o politică rasistă care a dus la genocidul a sute de mii de sârbi, evrei și romi, precum și a adversarilor politici croați în lagărele de concentrare ale NDH. După război, Pavelić a fugit în străinătate. A murit în urma rănilor cauzate de o tentativă de asasinat la Madrid la 28 decembrie 1959.

## Tinerețea
Ante Pavelić s-a născut în micul sat Bradina de la poalele Muntelui Ivan, aflat la nord de Konjic, și la circa 15 kilometri sud-vest de Hadžići, pe atunci parte a Imperiului Austro-Ungar. Părinții săi s-au mutat în Bosnia și Herțegovina, dar erau originari din regiunea Lika din sudul Regatului Croației și Slavoniei (și el parte a Austro-Ungariei). Acolo, ei au locuit în orășelul Krivi Put, în partea centrală a câmpiei Velebit. Căutând de lucru, familia sa s-a mutat într-un sat de lângă Jajce. La maturitate, Ante Pavelić s-a hotărât să se mute la Zagreb să studieze dreptul. Extremist încă din tinerețe, Pavelić a intrat în organizația denumită „Frankovci”, al cărui fondator, Josip Frank, era socrul lui Slavko Kvaternik, un ofițer din armata austro-ungară. Kvaternik era de multă vreme susținător al separatismului croat.
În 1919, Pavelić era secretar interimar al Partidului Pur al Drepturilor. În 1921, a fost arestat împreună cu mai mulți colegi de partid, dar a fost eliberat. Pavelić și-a apărat colegii de partid la proces, dar a pierdut. S-a căsătorit cu Marija Lovrenčević la 12 august 1922 în biserica Sf. Marcu din Zagreb.
În anii de după Primul Război Mondial, a devenit din ce în ce mai evident că Pavelić este un personaj conflictual; el a fost implicat într-o serie de dispute cu Partidul Centralist și cu Partidul Țărănesc Croat al lui Stjepan Radić. Pavelić era unicul reprezentant al partidului său în Skupština (parlamentul iugoslav), dar rareori participa la lucrări și, atunci când era prezent, ținea câte un discurs lung în care critica câte o măsură cu care nu era de acord.

## Perioada interbelică
La începutul anilor 1920, Pavelić a luat legătura cu diaspora croată din Viena și Budapesta. În anii următori, a avut contacte cu Organizația Revoluționară Internă Macedoneană și, în 1927, i-a apărat pe macedonenii acuzați la Skopje de terorism. Prin cunoștințele sale de la Viena, Pavelić a stabilit legături clandestine cu guvernul italian, dar nu a reușit să aibă legături similare și în Ungaria, unde autoritățile de la Budapesta nu doreau să-și pericliteze și mai mult relațiile cu alte țări.
În 1927, Pavelić a fost ales în Adunarea Națională iugoslavă, după un mandat în consiliul municipal al Zagrebului. Pavelić a fost unul dintre cei doi candidați aleși de pe listele Blocului Croat, celălalt fiind Ante Trumbić. Pavelić a fost secretar al Partidului Drepturilor până în 1929, când a început perioada dictaturii regale în Regatul Iugoslaviei. La scurt timp după proclamarea guvernului lui regelui Alexandru în ianuarie 1929, Pavelić a plecat din țară și a fost condamnat la moarte in absentia la Belgrad pentru rolul său în demonstrațiile antisârbești organizate la Sofia de bulgari și macedoneni. Pavelić a înființat apoi mișcarea extremistă Ustaša.
Pavelić și Ustaša au fost susținuți de dictatorul fascist Benito Mussolini din Italia, care îi considera un mijloc de distrugere a Iugoslaviei și de extindere a influenței italiene în Adriatica. Mussolini i-a permis lui Pavelić să locuiască în exil la Roma și să-și pregătească trupele paramilitare pentru războiul cu Iugoslavia. Pavelić avea apoi să cedeze Italiei părți din Dalmația și unele insule din Adriatica, primind în schimb întreaga Bosnie și Herțegovină de astăzi.
Taberele Ustaša au fost înființate în Italia și în Ungaria, în principal la Brescia și Borgotaro în Italia și la Jankapuszta în Ungaria. În 1933, Ustaša a încercat să declanșeze o insurecție armată în Iugoslavia. Înarmați de italieni, ustașii au încercat fără succes să invadeze Iugoslavia trecând Marea Adriatică în bărci cu motor. Ulterior, ei au mai făcut două tentative de a-l asasina pe regele Alexandru I al Iugoslaviei. Ultima dintre ele a reușit, Alexandru fiind ucis la Marsilia la 9 octombrie 1934, împreună cu ministrul francez de externe, Louis Barthou.
Lipsa protecției înarmate pentru monarhul iugoslav, împreună cu superficialitatea măsurilor de securitate într-o perioadă când se cunoștea că deja fusese un atentat la viața lui Alexandru, depun mărturie în favoarea calităților de organizator ale lui Pavelić; se pare că el a mituit un înalt oficial de la Sûreté General. Prefectul poliției din Marsilia, Jouhannaud, a fost demis ca urmare a asasinatului. Pentru a doua oară, Pavelić a fost condamnat la moarte in absentia de această dată de un tribunal francez.

## Regimul Ustaša
Adolf Hitler nu era prea entuziast să pună fasciști la conducerea guvernelor sale marionetă și a făcut aceasta doar atunci când nu avea altă opțiune. Așa a fost cazul cu Croația și cu guvernul ustașilor lui Pavelić. Înainte de a deveni lider al grupării Ustaša, el era un tânăr avocat, lider al Partidului Drepturilor (partid naționalist croat). Abia în 1929 s-a înființat Ustaša-Hrvatska Revolucionarna Organizacija (Organizația Revoluționară Croată-Insurgentă, UHRO). În 1932, a scris carta principiilor pe baza cărora plănuia obținerea independenței Croației pe baza identității etnice croate și a religiei catolice. Această misiune avea să fie responsabilitatea unui ustanak, anume o armată insurgentă, formată din etnici croați, sub conducerea ustașilor.
Purificarea etnică și cuceririle teritoriale aveau să fie în centrul agendei partidului. Pavelić credea că noul stat croat trebuie să conțină mare parte din Bosnia și toată Dalmația. Pavelić și partidul său au susținut că Croația deja îi învinsese pe nomazii estului și pe musulmanii turci. Noul lor obiectiv era cel de a scăpa țara de slavii estici și de comunism. În Croația au fost înființate circa 24 de lagăre de concentrare, dintre care cele mai violent a fost cel de la Jasenovac, unde aliații au estimat că au fost uciși 750.000 de sârbi, evrei și romi. Pavelić nu-i considera pe croați a fi estici sau slavi, ci mai degrabă de origine gotică occidentală. Partidul avea să utilizeze această idee mai târziu, pentru a justifica apropierea de Germania Nazistă. Spre deosebire de naziști, însă, care nu dădeau nicio șansă de salvare evreilor din Germania sau din alte țări central-europene, Pavelić a inițiat un plan de a-i cruța pe sârbii și bosniacii care se convertesc la catolicism.
Deși Pavelić s-a aliniat împreună cu partidul său la o ideologie mai apropiată de fascismul italian, mișcarea Ustaša din Germania a început să pună accent mai mult pe rasă. De mai multe ori Hitler s-a ferit să-l aducă pe Pavelić la putere. Rolul conducerii Croației după invazia germană a fost oferit la început lui Vladko Maček, care conducea la acea vreme Partidul Țărănesc. În 1941, Hitler a luat în calcul înlocuirea lui Pavelić cu același Maček. Acesta, însă, a refuzat de fiecare dată, lăsându-l pe Pavelić la putere. La sfârșitul războiului, când Pavelić a fugit, peste 50.000 de soldați croați au fost uciși de comuniștii care pătrunseseră în țară.

## Al Doilea Război Mondial

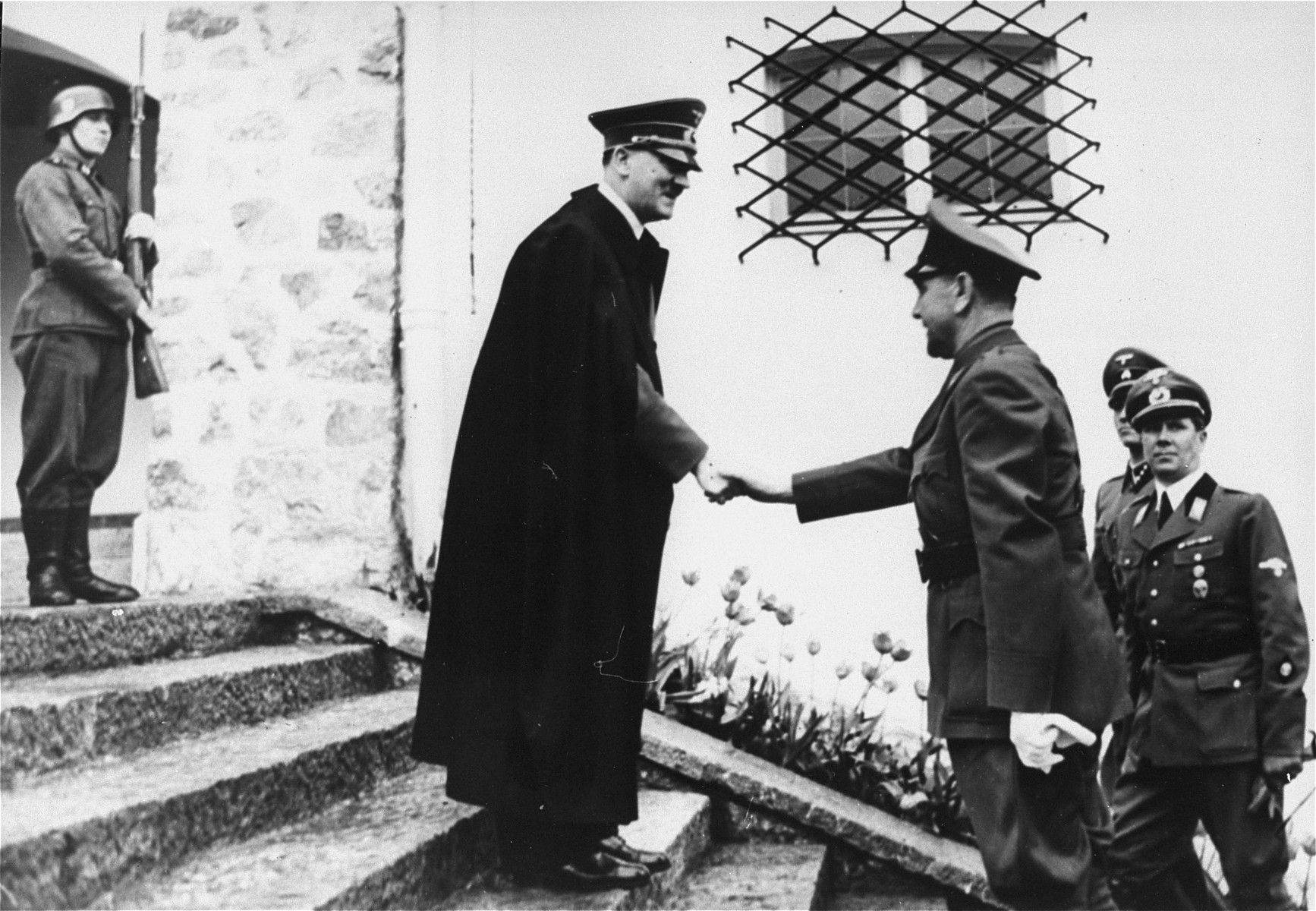
Ante Pavelić în vizită la Hitler la Berghof.

Drapelul personal al lui Ante Pavelić ca Poglavnik al guvernului între 1941 și 1943, și apoi ca Poglavnik al țării între 1943 și 1945.

Pavelić a rămas în Italia până la începutul celui de al Doilea Război Mondial. În 1941, după ce puterile Axei au căzut de acord pentru înființarea Statului Independent al Croației, Pavelić a revenit la Zagreb și a devenit conducător al Statului. În 1941, l-a vizitat pe Hitler la Berchtesgaden. Ca șef al statului, el a ordonat direct, a organizat și a pus în aplicare o campanie de teroare împotriva sârbilor, evreilor, romilor și croaților antifasciști. Regimul Ustaša al lui Pavelić a ucis cel mai mare număr de oameni în raport cu dimensiunea țării din întreaga Europă ocupată de Axă. Numeroase mărturii de la procesele de la Nürnberg, și din arhivele de război germane, italiene și austriace aduc mărturii privind atrocitățile comise împotriva populației civile.
Sârbi, evrei și romi, bărbați, femei și copii, erau uciși cu sălbăticie. Sate întregi erau dărâmate și oamenii erau împinși în hambare cărora ustașii le dădeau foc. Generalul Edmund von Glaise-Horstenau a raportat OKW-ului la 28 iunie 1941:
| “ | ...conform rapoartelor de încredere de la numeroși observatori germani militari și civili, în ultimele săptămâni ustașii au înnebunit de furie. | ” |

La 10 iulie, generalul Glaise-Horstenau a adăugat:
| “ | Soldații noștri trebuie să fie martori muți la asemenea evenimente; nu se reflectă bine asupra reputației lor, altfel foarte bune... Mi se spune frecvent că trupele germane de ocupație va trebui în cele din urmă să intervină împotriva crimelor ustașilor. Aceasta s-ar putea la un moment dat să se întâmple. Deocamdată, cu forțele de care dispunem, nu aș putea cere o astfel de acțiune. Intervențiile ad hoc în cazuri individuale ar putea face armata germană să pară responsabilă de nenumărate crime pe care nu le-a împiedicat în trecut. | ” |

Conform acestor mărturii, chiar și ofițerii germani erau într-atât de îngroziți de atrocitățile comise de Ustaša, încât au intervenit din când în când pentru a opri vărsarea de sânge, au arestat unii dintre cei mai celebri ustași (preotul Miroslav Filipović/Majstorović, Banja Luka, 1942) și au dezarmat un detașament Ustaša (Bosnia de est, 1942).
Regimul și-a declarat de la început intențiile de a elimina populația sârbă din NDH ucigând o treime din ea, expulzând o treime și asimilând restul. Un raport al Gestapoului adresat lui Himmler (17 februarie 1942) privind creșterea activității partizanilor arăta că „creșterea activităților bandelor se datorează în primul rând atrocităților comise de unitățile Ustaša în Croația împotriva populației ortodoxe. Ustașii își comit faptele într-o manieră bestială nu doar împotriva bărbaților recrutabili, ci mai ales împotriva bătrânilor, femeilor și copiilor fără apărare. Numărul de ortodocși pe care croații i-au masacrat și pe care i-au torturat cu sadism până la moarte este de peste șapte sute de mii.”
Regimul lui Pavelić nu a fost recunoscut oficial de Vatican, dar biserica nu a condamnat niciodată genocidul și convertirile forțate la catolicism comise de ustași. La scurt timp după venirea la putere în aprilie 1941, Pavelić a fost primit într-o audiență particulară la Roma de Papa Pius al XII-lea, act pentru care Papa a fost aspru criticat.
Politica oficială față de sârbi a fost exterminarea, expulzarea și convertirea la romano-catolicism. În ce privește evreii și romii, unica politică era anihilarea totală. Conform unui raport iugoslav oficial, doar 1.500 dintre cei 30.000 de evrei croați au rămas în viață. Aproximativ 26.000 dintre cei 40.000 de romi din Statul Independent al Croației au fost uciși de ustași.
Un tribunal iugoslav l-a găsit pe Pavelić vinovat de moartea a aproximativ 700.000 de oameni.

## După război
În mai 1945, Pavelić a fugit din calea partizanilor iugoslavi, prin Bleiburg în Austria. După câteva luni, s-a mutat la Roma, unde a fost ascuns de membri ai Bisericii Romano-Catolice (conform unor documente americane declasificate.)
La șase luni după sosirea la Roma, Pavelić a plecat în America de Sud. Sosind în Argentina cu ajutorul rețelelor de refugiu ale naziștilor, a devenit consilier pe probleme de securitate al lui Juan Perón. Perón a emis 34.000 de vize croaților, inclusiv celor ce colaboraseră cu naziștii și fugiseră de Aliați.
La 10 aprilie 1957, la a 16-a aniversare a înființării Statului Independent al Croației, Pavelić a fost împușcat și grav rănit de un atacator necunoscut la Buenos Aires. Atentatul a fost atribuit serviciilor secrete iugoslave. Deși un glonț i-a rămas în coloana vertebrală, Pavelić nu a vrut să fie spitalizat.
La două săptămâni după atentat, autoritățile argentiniene au acceptat cererea guvernului iugoslav de a-l extrăda pe Pavelić, dar el s-a ascuns înainte de a putea fi trimis în Iugoslavia. Deși s-a spus că Pavelić ar fi plecat în Paraguay să lucreze pentru regimul Stroessner, locul unde se afla el exact a rămas necunoscut până la sfârșitul lui 1959, când s-a aflat că i se acordase azil politic în Spania. Pavelić a murit la 28 decembrie 1959, la spitalul german din Madrid, probabil din cauza complicațiilor cauzate de glonțul din coloana vertebrală. Pavelić a fost înmormântat în cimitirul San Isidro din Madrid.